# Union du peuple guyanais
L'Union du peuple guyanais (UPG) est un parti politique guyanais de tendance indépendantiste actif de 1955 à 1965.